# 丹尼·漢度寧
丹尼·漢度寧（英語：Danny Handling；1994年2月6日—）是一位蘇格蘭足球運動員。在場上的位置是中場。他現在效力於蘇格蘭足球超級聯賽球隊希伯尼安足球俱乐部。他也代表蘇格蘭各級青年國家足球隊參賽。

## 外部連結
- 足球数据库：丹尼·漢度寧的球员统计数据
- Daniel Handling profile（页面存档备份，存于） at Scottish FA official website